# Finland op de Olympische Zomerspelen 1992
Finland nam deel aan de Olympische Zomerspelen 1992, gehouden in Barcelona, Spanje. De ploeg, bestaande uit 60 mannen en 28 vrouwen, eindigde op de 29ste plaats in het medailleklassement, dankzij vijf medailles.

## Medailleoverzicht
| Sport        | Olympiër                                  | Onderdeel           | Medaille |
| ------------ | ----------------------------------------- | ------------------- | -------- |
| Kanovaren    | Mikko Kolehmainen                         | K-1 500m (m)        | Goud     |
| Atletiek     | Seppo Räty                                | speerwerpen (m)     | Zilver   |
| Boogschieten | Jari Lipponen Tomi Poikolainen Ismo Falck | team (m)            |          |
| Boksen       | Jyri Kjäll                                | -63,5kg (m)         | Brons    |
| Zwemmen      | Antti Kasvio                              | 200m vrije slag (m) |          |

## Deelnemers en resultaten per onderdeel

### Atletiek
| Olympiër                                                                  | Onderdeel                | Resultaat | Prestatie                                                                       |
| ------------------------------------------------------------------------- | ------------------------ | --------- | ------------------------------------------------------------------------------- |
| Risto Ulmala                                                              | 5000m (m)                | 26e       | serie 1: 7de in 13.52,52                                                        |
| Risto Ulmala                                                              | 10000m (m)               | DNF       | serie 1: niet gefinisht                                                         |
| Arto Bryggare                                                             | 110m horden (m)          | 26e       | serie 3: 5de in 13,92                                                           |
| Antti Haapakoski                                                          | 110m horden (m)          | 22e       | serie 2: 4de in 13,84 kwartfinale 2: 7de in 14,00                               |
| Ville Hautala                                                             | 3000m steeplechase (m)   | 16e       | serie 1: 7de in 8.34,10 halve finale 1: 9de in 8.33,69                          |
| Harri Hänninen                                                            | marathon (m)             | 11e       | 2:15.19                                                                         |
| Valentin Kononen                                                          | 50km snelwandelen (m)    | 7e        | 3:57.21                                                                         |
| Jani Lehtonen                                                             | polsstokhoogspringen (m) | 14e       | kwalificatie groep A: 7de met 5,50m                                             |
| Asko Peltoniemi                                                           | polsstokhoogspringen (m) | 6e        | kwalificatie groep B: 6de met 5,55m finale: 6de met 5,60m                       |
| Antero Paljakka                                                           | kogelstoten (m)          | 20e       | kwalificatie groep B: 10de met 18,42m                                           |
| Kimmo Kinnunen                                                            | speerwerpen (m)          | 4e        | kwalificatie groep B: 5de met 80,22m finale: 4de met 82,62m                     |
| Juha Laukkanen                                                            | speerwerpen (m)          | 6e        | kwalificatie groep A: 4de met 79,78m finale: 6de met 79,20m                     |
| Seppo Räty                                                                | speerwerpen (m)          | Zilver    | kwalificatie groep B: 3de met 80,24m finale: 2de met 86,60m                     |
| Petri Keskitalo                                                           | tienkamp (m)             | DNF       | niet gefinisht                                                                  |
|                                                                           |                          |           |                                                                                 |
| Sisko Hanhijoki                                                           | 100m (v)                 | 15e       | serie 1: 2de in 11,44 kwartfinale 1: 3de in 11,50 halve finale 1: 7de in 11,65  |
| Sisko Hanhijoki                                                           | 200m (v)                 | 15e       | serie 2: 3de in 23,27 kwartfinale 2: 4de in 23,09 halve finale 1: 8ste in 23,26 |
| Päivi Tikkanen                                                            | 3000m (v)                | 21e       | serie 3: 6de in 8.59,60                                                         |
| Päivi Tikkanen                                                            | 10000m (v)               | DNF       | serie 1: niet gefinisht                                                         |
| Minna Painilainen-Soon Sisko Hanhijoki Sanna Hernesniemi Marja Tennivaara | 4x100m (v)               | 9e        | serie 2: 5de in 43,60                                                           |
| Ritva Lemettinen                                                          | marathon (v)             | 14e       | 2:41.48                                                                         |
| Sari Essayah                                                              | 10km snelwandelen (v)    | 44e       | 45.08                                                                           |
| Ringa Ropa-Junnila                                                        | verspringen (v)          | 13e       | kwalificatie groep B: 7de met 6,52m                                             |
| Päivi Alafrantti                                                          | speerwerpen (v)          | DNF       | kwalificatie groep A: geen geldige poging                                       |
| Heli Rantanen                                                             | speerwerpen (v)          | 6e        | kwalificatie groep B: 4de met 63,98m finale: 6de met 62,34m                     |
| Helle Aro                                                                 | zevenkamp (v)            | 18e       | 6030 punten                                                                     |
| Tina Rättyä                                                               | zevenkamp (v)            | 20e       | 5993 punten                                                                     |
| Satu Ruotsalainen                                                         | zevenkamp (v)            | DNF       | niet gefinisht                                                                  |

### Badminton
| Olympiër          | Onderdeel     | Resultaat | Prestatie                                                                              |
| ----------------- | ------------- | --------- | -------------------------------------------------------------------------------------- |
| Robert Liljequist | enkelspel (m) | 17e       | 1ste ronde: W van POR Fernandes: 15-3, 15-11 2de ronde: V van INA Susanto: 11-15, 3-15 |
| Pontus Jantti     | enkelspel (m) | 17e       | 1ste ronde: W van BUL Borissov: 15-6, 15-1 2de ronde: V van CHN Liu: 13-15, 7-15       |

### Boksen
| Olympiër   | Onderdeel   | Resultaat | Prestatie |
| ---------- | ----------- | --------- | --- |
| Jyri Kjäll | -63,5kg (m) | Brons     | 1ste ronde: W van ESP Rey: scheidsrechterlijke beslissing 2de ronde: W van ITA Piccirillo: 12-5 kwartfinale: W van HUN Szücs: 9-1 halve finale: V van CUB Vinent: 3-13 |

### Boogschieten
| Olympiër                                  | Onderdeel       | Resultaat | Prestatie |
| ----------------------------------------- | --------------- | --------- | --- |
| Ismo Falck                                | individueel (m) | 57e       | plaatsingsronde: 57ste met 1231 punten |
| Jari Lipponen                             | individueel (m) | 8e        | plaatsingsronde: 6de met 1312 punten 2de ronde: W van ITA Rivaolta: 110-101 3de ronde: W van CAN Rosseau: 102-99 kwartfinale: V van FRA Flute: 103-109                                     |
| Tomi Poikolainen                          | individueel (m) | 24e       | plaatsingsronde: 21ste met 1290 punten 2de ronde: V van USA Barrs: 100-106 |
| Ismo Falck Jari Lipponen Tomi Poikolainen | team (m)        | Zilver    | plaatsingsronde: 5de met 3833 punten 2de ronde: W van Nederland: 237-236 kwartfinale: W van Verenigde Staten: 239-237 halve finale: W van Frankrijk: 237-230 finale: V van Spanje: 236-238 |

### Gewichtheffen
| Olympiër          | Onderdeel   | Resultaat | Prestatie                                                        |
| ----------------- | ----------- | --------- | ---------------------------------------------------------------- |
| Jouni Grönman     | -67,5kg (m) | 5e        | trekken: 6de met 135kg stoten: 5de met 170kg totaal: 305kg       |
| Janne Kanerva     | -90kg (m)   | 17e       | trekken: 17de met 147,5kg stoten: 16de met 180kg totaal: 327,5kg |
| Keijo Tahvanainen | -90kg (m)   | 15e       | trekken: 17de met 147,5kg stoten: 11de met 187,5kg totaal: 335kg |
| Arto Savonen      | -110kg (m)  | 13e       | trekken: 15de met 162,5kg stoten: 14de met 195kg totaal: 357,5kg |

### Gymnastiek
| Olympiër   | Onderdeel       | Resultaat | Prestatie                          |
| Ritmisch   | Ritmisch        | Ritmisch  | Ritmisch                           |
| ---------- | --------------- | --------- | ---------------------------------- |
| Ismo Falck | individueel (v) | 25e       | voorronde: 25ste met 35,950 punten |

### Judo
| Olympiër        | Onderdeel | Resultaat | Prestatie |
| --------------- | --------- | --------- | --------- |
| Marko Korhonen  | -65kg (m) | 36e       |           |
| Jorma Korhonen  | -71kg (m) | 9e        |           |
| Marko Haanpää   | -78kg (m) | 34e       |           |
| Juha Salonen    | +95kg (m) | 21e       |           |
|                 |           |           |           |
| Annikka Mutanen | -48kg (v) | 16e       |           |
| Heli Syrjä      | -72kg (v) | 20e       |           |
| Anne Åkerblom   | +72kg (v) | 20e       |           |

### Kanovaren
| Olympiër                           | Onderdeel    | Resultaat | Prestatie                                                                        |
| ---------------------------------- | ------------ | --------- | -------------------------------------------------------------------------------- |
| Mikko Kolehmainen                  | K-1 500m (m) | Goud      | serie 3: 1ste in 1.41,13 halve finale 1: 1ste in 1.41,52 finale: 1ste in 1.40,34 |
| Mikko Kolehmainen Olli Kolehmainen | K-2 500m (m) | 16e       | serie 2: 2de in 1.35,75 halve finale 1: 8ste in 1.32,57                          |

### Paardensport
| Olympiër      | Onderdeel   | Resultaat | Prestatie                                                               |
| Dressuur      | Dressuur    | Dressuur  | Dressuur                                                                |
| ------------- | ----------- | --------- | ----------------------------------------------------------------------- |
| Kyra Kyrklund | individueel | 5e        | Grand Prix: 9de met 1571 punten Grand Prix Special: 5de met 1428 punten |

### Roeien
| Olympiër                         | Onderdeel       | Resultaat | Prestatie |
| -------------------------------- | --------------- | --------- | --- |
| Pertti Karppinen                 | skiff (m)       | 10e       | serie 4: 4de in 7.25,87 herkansingen: 2de in 7.08,82 halve finale 1: 4de in 7.12,05 finale B: 4de in 7.08,15     |
| Esko Hillebrandt Reima Karppinen | dubbel-twee (m) | 13e       | serie 3: 3de in 6.36,77 herkansingen: 3de in 6.53,42 halve finale C/D: 1ste in 6.27,92 finale C: 1ste in 6.30,93 |

### Schietsport
| Olympiër         | Onderdeel                  | Resultaat | Prestatie                                                                               |
| ---------------- | -------------------------- | --------- | --------------------------------------------------------------------------------------- |
| Juha Hirvi       | 10m luchtgeweer (m)        | 27e       | kwalificatie: 27ste met 584 punten (95-98-99-98-99-95)                                  |
| Jari Pälve       | 10m luchtgeweer (m)        | 25e       | kwalificatie: 25ste met 585 punten (99-99-97-96-96-98)                                  |
| Juha Hirvi       | 50m geweer 3 houdingen (m) | 4e        | kwalificatie: 1ste met 1172 punten (398-384-390) finale: 4de met 1264,8 punten          |
| Jari Pälve       | 50m geweer 3 houdingen (m) | 25e       | kwalificatie: 11de met 1162 punten (395-378-389)                                        |
| Juha Hirvi       | 50m geweer liggend (m)     | 6e        | kwalificatie: 4de met 597 punten (99-99-100-100-99-100) finale: 6de met 699,5 punten    |
| Jari Pälve       | 50m geweer liggend (m)     | 25e       | kwalificatie: 26ste met 592 punten (97-97-100-100-99-99)                                |
| Timo Naveri      | 50m pistool (m)            | 31e       | kwalificatie: 31ste met 548 punten (92-89-90-92-90-95)                                  |
| Sakari Paasonen  | 50m pistool (m)            | 11e       | kwalificatie: 11ste met 558 punten (92-93-93-91-94-95)                                  |
| Petri Eteläniemi | 25m snelvuurpistool (m)    | 31e       | kwalificatie: 10de met 585 punten (292-293)                                             |
| Timo Naveri      | 10m luchtpistool (m)       | 39e       | kwalificatie: 39ste met 569 punten (95-96-94-92-94-98)                                  |
| Sakari Paasonen  | 10m luchtpistool (m)       | 5e        | kwalificatie: 6de met 582 punten (98-98-97-97-94-98) finale: 5de met 680,1 punten       |
|                  |                            |           |                                                                                         |
| Pirjo Peltola    | 10m luchtgeweer (v)        | 42e       | kwalificatie: 42ste met 380 punten (96-95-97-92)                                        |
| Pirjo Peltola    | 50m geweer 3 houdingen (v) | 4e        | kwalificatie: 27ste met 570 punten (198-184-188)                                        |
|                  |                            |           |                                                                                         |
| Jorma Korhonen   | skeet                      | 16e       | kwalificatie: 18de met 147 punten (25-24-25-25-24-24) halve finale: 16de met 196 punten |
| Ari Nummela      | trap                       | 44e       | kwalificatie: 44ste met 136 punten (22-23-22-22-23-24)                                  |

### Synchroonzwemmen
| Olympiër      | Onderdeel | Resultaat | Prestatie                             |
| ------------- | --------- | --------- | ------------------------------------- |
| Liisa Laurila | Solo      | 19e       | kwalificatie: 19de met 169,885 punten |

### Wielersport
| Olympiër           | Onderdeel                     | Resultaat | Prestatie                                                            |
| Baan               | Baan                          | Baan      | Baan                                                                 |
| ------------------ | ----------------------------- | --------- | -------------------------------------------------------------------- |
| Mika Hämäläinen    | tijdrit (m)                   | 15e       | 1.06,808                                                             |
|                    |                               |           |                                                                      |
| Tea Vikstedt-Nyman | individuele achtervolging (v) | 7e        | kwalificatie: 8ste in 3.47,516 kwartfinale: V van AUS Watt: 3.48,918 |
| Weg                |                               |           |                                                                      |
| Tea Vikstedt-Nyman | wegwedstrijd (v)              | 25e       | 2:05.03                                                              |

### Worstelen
| Olympiër       | Onderdeel   | Resultaat   | Prestatie |
| Vrije stijl    | Vrije stijl | Vrije stijl | Vrije stijl |
| -------------- | ----------- | ----------- | --- |
| Pekka Rauhala  | -82kg (m)   | 11e         | groep B: 6de V van CAN Hohl: 2-3 W van PUR Betancourt: 8-5 V van IRI Khadem: 0-8 |
| Grieks-Romeins |             |             | |
| Ismo Kamesaki  | -52kg (m)   | 7e          | groep A: 4de W van FRA Robert: 2-1 W van IRI Jahandideh: 6-0 W van CUB Martinez: 4-2 V van ROU Rebegea: 7-0 V van KOR Min: 2-10 7-8ste plek: W van Onafhankelijk deelnemer Rizvanovic: 2-1 |
| Keijo Pehkonen | -57kg (m)   | 7e          | groep B: 4de W van MAR Naanaa: 4-0 V van CHN Zetian: 4-5 V van KOR An: 0-8 7-8ste plek: W van USA Hall: 6-4                                                                                |
| Tuomo Karila   | -74kg (m)   | 11e         | groep A: 6de W van ROU Memet: 1-0 V van POL Tracz: 1-2 V van TUR Balci: 1-2 |
| Ismo Kamesaki  | -82kg (m)   | 5e          | groep A: 3de W van BUL Hristov: 1-0 W van TCH Frinta: 3-2 W van ROU Arghira: 3-0 V van EUN Toerlykhanov: 0-1 V van POL Stepien: 0-3 5-6de plek: W van Onafhankelijk deelnemer Kasum: 3-1   |
| Harri Koskela  | -90kg (m)   | 17e         | groep A: 9de V van HUN Komaromo: 1-2 V van EUN Koguashvili: 1-2 |
| Juha Ahokas    | -130kg (m)  | 7e          | groep A: 4de V van ROU Grigoraș: 2-4 W van Onafhankelijk deelnemer Radakovic: 2-0 V van EUN Karelin: 1-8 7-8ste plek: W van GRE Poikilidis: 1-0                                            |

### Zeilen
| Olympiër                                 | Onderdeel  | Resultaat | Prestatie                          |
| ---------------------------------------- | ---------- | --------- | ---------------------------------- |
| Jali Alarik Makilä                       | finn (m)   | 17e       | 112,7 punten: (11-14-19-3-24-25-9) |
| Petri J. Leskinen Mika Aarnikka          | 470 (m)    | 4e        | 69,7 punten: (2-12-14-2-8-14-6)    |
|                                          |            |           |                                    |
| Chita C. Smedberg                        | europe (v) | 10e       | 79,0 punten: (5-22-7-19-2-1-4-24)  |
| Katri Anneli Laike A. M. Slunga-Tallberg | 470 (v)    | 10e       | 89,7 punten: (3-17-10-16-11-4-15)  |
|                                          |            |           |                                    |
| Kalevi Kostiainen Markku Juhani Kuismin  | tornado    | 19e       | 130,0 punten: (16-17-13-13-19-19)  |

### Zwemmen
| Olympiër                                                    | Onderdeel             | Resultaat | Prestatie                                              |
| ----------------------------------------------------------- | --------------------- | --------- | ------------------------------------------------------ |
| Janne Blomqvist                                             | 50m vrije slag (m)    | 30e       | serie 5: 1ste in 23,63                                 |
| Janne Blomqvist                                             | 100m vrije slag (m)   | 38e       | serie 5: 1ste in 51,86                                 |
| Vesa Hanski                                                 | 200m vrije slag (m)   | 28e       | serie 4: 2de in 1.53,17                                |
| Antti Kasvio                                                | 200m vrije slag (m)   | Brons     | serie 8: 1ste in 1.48,31 finale: 3de in 1.47,63 (NR)   |
| Antti Kasvio                                                | 400m vrije slag (m)   | 9e        | serie 4: 2de in 3.51,47 finale B: 1ste in 3.50,06 (NR) |
| Petri Suominen                                              | 100m schoolslag (m)   | 24e       | serie 6: 7de in 1.03,75                                |
| Petteri Lehtinen                                            | 200m schoolslag (m)   | 27e       | serie 3: 1ste in 2.20,27                               |
| Petri Suominen                                              | 200m schoolslag (m)   | 22e       | serie 4: 1ste in 2.18,07                               |
| Vesa Hanski                                                 | 100m vlinderslag (m)  | 31e       | serie 5: 4de in 55,81                                  |
| Jani Sievinen                                               | 100m vlinderslag (m)  | 15e       | serie 8: 3de in 54,57 finale B: 5de in 54,93           |
| Vesa Hanski                                                 | 200m vlinderslag (m)  | 31e       | serie 3: 3de in 2.02,75                                |
| Kai Johansson                                               | 200m vlinderslag (m)  | 36e       | serie 3: 7de in 2.05,71                                |
| Petteri Lehtinen                                            | 200m wisselslag (m)   | 21e       | serie 5: 2de in 2.05,65                                |
| Jani Sievinen                                               | 200m wisselslag (m)   | 4e        | serie 7: 1ste in 2.01,18 ('NR) finale: 4de in 2.01,28  |
| Petteri Lehtinen                                            | 400m wisselslag (m)   | 12e       | serie 5: 4de in 4.22,10 (NR) finale B: 4de in 4.22,10  |
| Jani Sievinen Janne Vermasheina Janne Blomqvist Vesa Hanski | 4x100m vrije slag (m) | 12e       | serie 2: 5de in 3.25,47                                |
| Jani Sievinen Vesa Hanski Petteri Lehtinen Antti Kasvio     | 4x200m vrije slag (m) | 12e       | serie 1: 4de in 7.28,71                                |
| Jani Sievinen Petri Suominen Vesa Hanski Antti Kasvio       | 4x100m wisselslag (m) | 20e       | serie 2: 7de in 4.06,18                                |
|                                                             |                       |           |                                                        |
| Marja Pärssinen                                             | 50m vrije slag (v)    | 38e       | serie 2: 2de in 27,49                                  |
| Minna Salmela                                               | 50m vrije slag (v)    | 31e       | serie 3: 1ste in 27,00                                 |
| Marja Pärssinen                                             | 100m vrije slag (v)   | 38e       | serie 3: 3de in 58,04 (NR)                             |
| Minna Salmela                                               | 100m vrije slag (v)   | 24e       | serie 2: 4de in 59,46                                  |
| Anne Lackman                                                | 100m rugslag (v)      | 39e       | serie 1: 1ste in 1.06,48                               |
| Riikka Ukkola                                               | 100m schoolslag (v)   | 35e       | serie 2: 5de in 2.15,56                                |
| Anne Lackman Riikka Ukkola Marja Pärssinen Minna Salmela    | 4x100m wisselslag (v) | 15e       | serie 2: 5de in 4.23,07                                |

Albanië · Algerije · Amerikaanse Maagdeneilanden · Amerikaans-Samoa · Andorra · Angola · Antigua en Barbuda · Argentinië · Aruba · Australië · Bahama's · Bahrein · Bangladesh · Barbados · België · Belize · Benin · Bermuda · Bhutan · Bolivia · Bosnië en Herzegovina · Botswana · Brazilië · Britse Maagdeneilanden · Bulgarije · Burkina Faso · Canada · Centraal-Afrikaanse Republiek · Chili · China · Chinees Taipei · Colombia · Congo-Brazzaville · Cookeilanden · Costa Rica · Cuba · Cyprus · Denemarken · Djibouti · Dominicaanse Republiek · Duitsland · Ecuador · Egypte · El Salvador · Equatoriaal-Guinea · Estland · Ethiopië · Fiji · Filipijnen · Finland · Frankrijk · Gabon · Gambia · Gezamenlijk team · Ghana · Grenada · Griekenland · Groot-Brittannië · Guam · Guatemala · Guinee · Guyana · Haïti · Honduras · Hongarije · Hongkong · Ierland · IJsland · India · Indonesië · Irak · Iran · Israël · Italië · Ivoorkust · Jamaica · Japan · Jemen · Jordanië · Kaaimaneilanden · Kameroen · Kenia · Koeweit · Kroatië · Laos · Lesotho · Letland · Libanon · Libië · Liechtenstein · Litouwen · Luxemburg · Madagaskar · Malawi · Malediven · Maleisië · Mali · Malta · Marokko · Mauritanië · Mauritius · Mexico · Monaco · Mongolië · Mozambique · Myanmar · Namibië · Nederland · Nederlandse Antillen · Nepal · Nicaragua · Nieuw-Zeeland · Niger · Nigeria · Noord-Korea · Noorwegen · Oeganda · Oman · Oostenrijk · Pakistan · Panama · Papoea-Nieuw-Guinea · Paraguay · Peru · Polen · Portugal · Puerto Rico · Qatar · Roemenië · Rwanda · Saint Vincent‑Grenadines · Salomonseilanden · Samoa · San Marino · Saoedi-Arabië · Senegal · Seychellen · Sierra Leone · Singapore · Slovenië · Soedan · Spanje · Sri Lanka · Suriname · Swaziland · Syrië · Tanzania · Thailand · Togo · Tonga · Trinidad en Tobago · Tsjaad · Tsjecho-Slowakije · Tunesië · Turkije · Uruguay · Vanuatu · Venezuela · Verenigde Arabische Emiraten · Verenigde Staten · Vietnam · Zaïre · Zambia · Zimbabwe · Zuid-Afrika · Zuid-Korea · Zweden · Zwitserland · Onafhankelijke olympische deelnemers